# Madbachtalsperre
Die Madbachtalsperre ist eine Talsperre im Stadtgebiet von Euskirchen (Gemarkung Flamersheim). Wenige hundert Meter von der Madbachtalsperre entfernt liegt die Rheinbacher Ortschaft Queckenberg.

## Beschreibung
Die Talsperre wurde Ende den 1930er Jahren zur Brauchwasser-Versorgung der Euskirchener Tuchindustrie gebaut. Der Bau wurde kriegsbedingt 1940 nicht vollendet, so dass das Fassungsvermögen statt der geplanten 300.000 nur knapp 70.000 m³ beträgt.
In den 1980er Jahren war eine Fertigstellung geplant, die aber durch den Rückgang der Tuchindustrie nicht vollzogen wurde. 1996–1997 wurde die Talsperre technisch überholt. Aus der Talsperre wird im Verbund mit der benachbarten Steinbachtalsperre Brauchwasser für Industrie und Landwirtschaft geliefert. Betreiber ist der Wasserversorgungsverband Euskirchen-Swisttal. Die Talsperre wird nur manuell überwacht.
Während des Starkregens in der Eifel 2021 wurde der Damm in der Nacht zum 15. Juli 2021 überspült. Dabei erodierten an der Luftseite links zwei ca. 50 m² große Ausspülungen und rechts kleinere Flächen neben dem Stollenzugang am Dammfuß, ohne die Standsicherheit zu gefährden.

## Freizeitmöglichkeiten
Der bis zu 9,10 m tiefe Stausee wird zum Angeln genutzt. Am See wird auch das textillose Sonnenbaden (FKK) toleriert. Baden sowie andere Wassersportarten sind nicht erlaubt, Informationen zur Nutzung geben Hinweisschilder am See.